# Gmina Platerówka
Die Gmina Platerówka ist eine Landgemeinde im Powiat Lubański in Polen, südwestlich der Stadt Lubań in der Woiwodschaft Niederschlesien gelegen. Ihr Sitz ist das gleichnamige Dorf (deutsch: Ober Linda) mit etwa 600 Einwohnern.

## Gliederung
Die Landgemeinde Platerówka umfasst ein Gebiet von 47,94 km² mit 1700 Einwohnern. Platerówka hat drei Ortsteile (deutsche Namen bis 1945) mit einem Schulzenamt:
- Platerówka (Ober Linda)
- Włosień (Heidersdorf)
- Zalipie (Nieder Linda, 1937–1945: Nieder Linde)

## Geschichte
Die Ortschaften Heidersdorf und Linde wurden vermutlich um 1209 von deutschen Kolonisten angelegt. Bis 1455 war der Rittersitz Nieder Heidersdorf im Besitz der von Gersdorff. 1640 verkaufte es Otto Heinrich von Gersdorff an Abraham Hildebrand von Nostitz auf Nieder-Linda. 1651 kaufte es aber Carl Gotthard von Gersdorff († 1677). Dessen Sohn Carl Gottlob von Gersdorff verkaufte es 1693 an Hans Casper von Uechtritz († 1707). Dessen Sohn Carl Magnus konnte das Gut nicht halten und verkaufte es 1715 an Adolf Ernst von Schachmann. Unter Schachmann wurde es 1721 von einem Lehen in ein Erbe gewandelt. Nun erbte dessen Neffe Ernst Moritz von Schachmann. Das Gut wurde dann von dessen Erben 1789 an Carl Heinrich Ludwig von Heynitz, von diesem ging das Gut bereits 1792 an Johann Gottfried von Fischer. Von diesem ging es 1817 an Johann Gottlieb Budig, dann an 1840 Friedrich Wilhelm Alexander Falk.  
Zwischen 1715 und 1720 wurde das Schloss Heidersdorf erbaut, das wie auch das später errichtete Schloss Ober Heidersdorf heute eine Ruine ist. Bis 1945 gehörte Heidersdorf mit etwa 1500 Einwohnern zu den größeren Ortschaften im Landkreis Lauban. Das etwa 4 km lange Straßendorf am Lindbach ging nahtlos in die Nachbardörfer über.

## Persönlichkeiten
- Henning aus dem Winckel-Logau (1863–1925), Politiker
- Walther Jaques (1871–1950), Ministerialbeamter und Manager der Energieversorgungsindustrie
- Berengar von Zastrow (1876–1951), Kolonialbeamter und Rittergutsbesitzer.